# Aeroportul Matahora
Aeroportul Matahora (IATA: WNI, ICAO: WAWD) este un aeroport din Pulau Wangiwangi⁠(d), Wakatobi⁠(d), Sulawesi Tenggara⁠(d), Indonezia.
Situat la o altitudine de 0 m, aeroportul dispune de o singură pistă.